# Смит, Джун Эдит
Джун Эдит Смит или Джун Мансфилд Миллер (12 января 1902, Герцогство Буковина — февраль 1979, Финикс, Марикопа, США) — танцовщица, вторая жена известного американского писателя Генри Миллера, оказавшая важное влияние на его творчество и в целом на становление его, как писателя. Джун была его «энергетическим соавтором», которая настояла на том, чтобы он бросил работу «от звонка до звонка» и стал писателем.

## Ранние годы
Джун родилась в Буковине, части Австро-Венгрии на тот момент, под именем Джулиет Шмердт (Juliet Smerdt). Когда ей было 5 лет, её семья переехала в США, в Нью-Йорк. Судя по всему, Джун была из еврейской семьи, о чём есть «намёки» в разных романах Генри Миллера (например, «Плексус» и «Тропик Козерога»), хотя в его произведениях сложно отделить действительные автобиографические данные от вымысла или сюрреалистических метафор (например, в том же «Тропике Козерога» Миллер пишет, что у неё «славянские скулы»).
Джун окончила школу в Нью-Йорке, однако нет никаких подтверждений того, что она окончила какое-либо высшее учебное заведение. С конца 1910-х гг. работала платной партнёршей по танцам в дансингах.

## Вместе с Генри Миллером
В 1923 или году она на дансинге знакомится с Генри Миллером, когда ей был 21, а ему 31 год (хотя в «Тропике Козерога» Миллер пишет, что ей было 18). Миллер на тот момент ещё не был писателем, а работал управляющим по найму в крупной телеграфной компании (в своих будущих произведениях он называет её «Космодемонической»).
Они начинают жить вместе, а летом 1924 года после того, как Миллер разводится со своей первой женой, они женятся. Джун настояла на том, чтобы Миллер бросил работу «от звонка до звонка» и всецело посвятил себя литературе. При этом она взяла на себя заботу о материальном обеспечении их семьи после того, как Миллер уволился с работы.
Генри и Джун начинают вести богемный образ жизни, стали частыми посетителями чайных, где велись дискуссии о психоанализе, сексуальной свободе и входившем в моду гомосексуализме. В 1926 году у Джун начинается роман с Джин Кронски, известной в богемных кругах под именем Мары. Мара поселяется у Миллеров. Генри был консервативен в вопросах секса и с трудом переносил происходившее. В итоге Мара и Джун тайком уезжают в Париж в апреле 1927 года. Миллер брал у Мары уроки живописи и, оставшись один, начал писать картины. Тем временем, женщины начали ссориться, и всего через 3 месяца, в июне 1927 года Джун возвращается к Миллеру в Нью-Йорк.
У неё появился богатый поклонник, согласившийся финансировать книги Миллера, которые Джун выдала за свои. Генри пишет свою первую книгу «Молох», отдавая соавторство Джун. На заработанные деньги Миллеры уезжают в Квебек и Монреаль. По возвращении в Нью-Йорк в 1929 году Миллер начинает писать роман «Одуревший петух», и по настоянию Джун, отправляется заканчивать его в Париже.
После поездок по Европе, Миллеры поселяются в Париже. Если Генри живёт в Париже постоянно, то Джун курсирует между Нью-Йорком и Парижем. Они оба в это время сидят на мели. В Тропике Рака Миллер, описывая этот период, со свойственным ему сарказмом пишет, как он, не имея ни гроша в кармане, питался за счёт своих знакомых, составив на целую неделю расписание, у кого из них он будет завтракать, обедать или ужинать.
В 1931 году Миллер знакомится с писательницей Анаис Нин, которой один его друг прислал готовые части «Тропика Рака». Анаис Нин была полной противоположностью Джун, которая была довольно вульгарна и которой не хватало образования; Анаис же была из интеллигентной семьи представителей искусства, большая интеллектуалка. Миллер был очарован ею, проводит с ней много времени в беседах на разные темы, ему интересно с ней, и постепенно он влюбляется в неё. Анаис знакомит его с произведениями Дэвида Лоуренса (не путать с другим английским писателем Лоуренсом Дарреллом, с которым Миллер также знакомится в Париже, и ставшим его другом до конца жизни), знакомит его с психоанализом в целом и с известными психоаналитиками. Она издаёт миллеровский роман «Тропик Рака» на деньги известного австрийского психоаналитика Отто Ранка.
Тем временем, из Штатов снова приезжает Джун, через Миллера знакомится с Анаис Нин и тоже в неё влюбляется и предлагает ей любовную связь. Анаис Нин, которая вообще-то придерживалась довольно раскрепощённых взглядов на отношения между полами (что будет отражено в её книгах и дневниках), судя по всему, отказывает Джун, так как к лесбийским отношениям склонна не была. Тем не менее, фигура Джун найдёт отражение в последующих произведениях Анаис Нин.
Увлечение Миллера Анаис Нин постепенно сводит на нет их отношения с Джун. Он отказывается от всех её попыток убедить его вернуться в Нью-Йорк и остаётся во Франции.
В конце концов, Миллер и Джун разводятся. Их развод зарегистрирован в Мексике по доверенности в 1934 году.
Несмотря на то, что их отношения закончились, Миллер в дальнейшем в своих произведениях очень много писал о Джун, причём только хорошее, отдавая ей должное за формирование его, как писателя. Из разных эпизодов его произведений можно собрать мозаику, которая показывает их страстные отношения в их начале. Миллер часто в своих произведениях в сюрреалистической манере ассоциирует Джун с птицей. Образ Джун для него — это птица, часто хищная, с острым клювом.

## После Генри Миллера
После развода с Миллером она вышла замуж за Стрэтфорда Корбетта, который оставил её в 1947 году. С этого момента для Джун настали тяжёлые времена, у неё не было ни денег, ни работы. Она жила в дешёвых мотелях в районе Нью-Йорка. Фактически, она жила на деньги, которые ей присылал Генри Миллер, который к тому времени стал известным писателем и обеспечил себе жизнь.
В течение 1950-х гг. Джун лечилась от психических расстройств. В 1961 году она снова встретилась с Миллером, однако это встреча произвела на него удручающее впечатление, и больше они не виделись.
В конце 1960-х она переехала в Аризону к одному из своих братьев, где и жила до конца жизни.